# Giuseppe Frua
Giuseppe Frua (Milano, 17 settembre 1855 – Milano, 22 luglio 1937) è stato un imprenditore italiano dell'industria tessile.

## Biografia
Giuseppe Frua, nato a Milano nel 1855, dal medico Carlo Frua e da Teresa Minola, fondò nel 1901 la storica fabbrica tessile di filatura del cotone Manifattura di Legnano, insieme ad altri soci, Mariano Delle Piane, Enea Banfi e Febo Banfi. Suo padre era Carlo Frua, stimato medico. 
Giuseppe Frua, dopo aver intrapreso gli studi commerciali, iniziò a lavorare nel 1872 in un'industria tessile in Germania all'età di 17 anni. Nel 1875 venne assunto da Eugenio Cantoni nello stabilimento di Ponte d'Albiate vicino a Monza, fuori Milano. Subito dopo, egli passò a lavorare alla stamperia di Ernesto De Angeli a Milano. 
Nel 1879 Giuseppe Frua diventò direttore commerciale nel Cotonificio Cantoni a Castellanza a sud di Varese all'età di 24 anni, nella regione italiana della Lombardia, poi nel 1883 sposò a 28 anni, Anna De Angeli (sorella di Ernesto) e accettò la carica di procuratore generale della società. Nel 1883 sposò Anna De Angeli (sorella di Ernesto) e accettò la carica di procuratore generale della società. Nel 1890 si associò alla tessitura F.lli Banfi di Legnano costituendo l'Anonima Frua & Banfi.
Nel 1890 Giuseppe Frua si associò alla tessitura F.lli Banfi di Legnano costituendo l'Anonima Frua & Banfi e nel 1896 Giuseppe Frua divenne il capo degli stabilimenti De Angeli-Frua, società nata dall'unione delle sue fabbriche con quelle di Ernesto De Angeli. Egli fondò le casse di assistenza per gli operai, le colonie estive per i bambini e le scuole professionali per la formazione di manodopera specializzata.
Nel 1901 Giuseppe Frua, insieme ai Fratelli Enea e Febo Banfi e Mariano Delle Piane, divenne socio della Manifattura di Legnano(dal 1901).
Giuseppe Frua morì a Milano il 22 luglio 1937 all'età di 82 anni e riposa al Cimitero Monumentale di Milano nella regione Lombardia, in Italia.